# Jakob Duwall (död 1713)
Jakob Duwall, född omkring 1670, död 18 augusti 1713 i Bender, var en svensk friherre och militär.
Jakob Duwall var son till Gustaf Duwall och Helena Yxkull. Han blev student vid Uppsala universitet 1679, senare musketerare vid livgardet och 1695 rustmästare där. Duwall blev fältväbel 1696 och 1700 livdrabant hos Karl XII, ryttmästare samma år, korpral vid livdrabantkåren 1705, generaladjutant i september 1708 och var 1712–1713 överste och tillförordnad chef för Södra skånska kavalleriregementet.